# Kyrkogatan, Halmstad

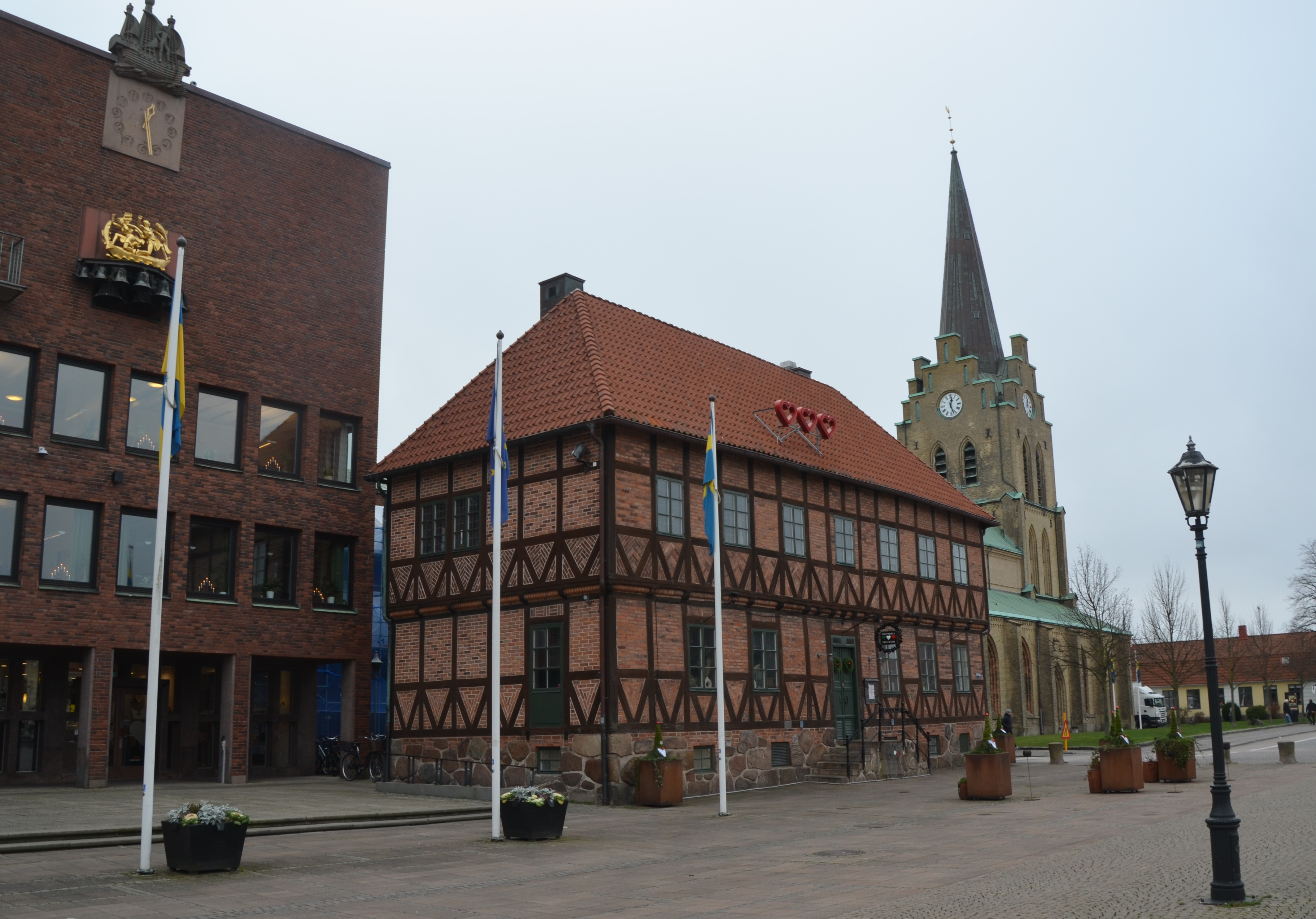
Halmstads rådhus, Tre Hjärtan och Sankt Nikolai kyrka

Kyrkogatan är en gata i den historiska stadskärnan i Halmstad,som i öster mynnar mot Hamngatan och i väster mot Karl XI:s väg. Vid denna gata ligger bland annat S:t Nikolai kyrka, rådhuset, Brooktorpsgården, byggnaden Tre Hjärtan och Stora Torg.
Tidigt i Halmstads historia kallades huvudgatan i öst-västlig riktning Westergade, namnet finns i skriftliga handlingar från 1504. Mycket talar för att den motsvarade den nuvarande Kyrkogatan, även om den också antagits motsvara den parallellt löpande nuvarande huvudgatan Brogatan. I det tidigare fallet kan även en tidig bro över Nissan legat i vägens förlängning. I slutet av 1600-talet användes namnet Kyrkiegatan om den västliga delen av gatan. Samtidigt gick den östliga delen, som löper mellan Stora Torg och Nissan, under namnet Helfwetesgatan, efter en krog som då låg där. Detta ändrades på 1700-talet till Helwigsgatan. Sedan 1887 har hela gatan det nuvarande namnet Kyrkogatan.